# Fachtierarzt
Der Fachtierarzt ist ein Titel für Tierärzte, der in einer postgradualen Weiterbildung erlangt wird. Anders als der Facharzt in der Humanmedizin ist ein Fachtierarzt nicht zur selbstständigen praktischen Berufsausübung erforderlich, sondern zeigt eine Zusatzqualifikation in einem bestimmten Fachgebiet an.
Die erforderlichen Leistungs- und Befähigungsnachweise sind in Deutschland regional unterschiedlich und durch die Weiterbildungsverordnungen der einzelnen Tierärztekammern geregelt. Zumeist ist – je nach Fachgebiet – eine drei- bis fünfjährige Vollzeittätigkeit an einer von der jeweiligen Kammer zugelassenen Weiterbildungsstätte notwendig. Die zur Berechtigung zur Führung der Bezeichnung Fachtierarzt erforderlichen Kenntnisse werden dann in einem Prüfungsgespräch nachgewiesen. Die mitteldeutschen Tierärztekammern bieten auch ein modulares Fortbildungskonzept an, bei dem der Fachtierarzt auch im Rahmen einer eigenen Niederlassung erworben werden kann – ähnlich dem System des Fachtierarzterwerbs in der ehemaligen Deutschen Demokratischen Republik (DDR). Zur Aufrechterhaltung des Titels müssen Fachtierärzte eine höhere Anzahl von Weiterbildungsstunden pro Jahr absolvieren als Tierärzte ohne diesen Titel.
Gebietsbezeichnungen, für die ein Fachtierarzt erworben werden kann, sind sowohl für medizinische Fachgebiete – wie beispielsweise Innere Medizin oder Chirurgie – als auch für bestimmte Tierarten beziehungsweise Tiergruppen – wie für Pferde, Kleintiere oder Reptilien – möglich. Im öffentlichen Dienst gibt es besondere Fachtierarztrichtungen: für öffentliches Veterinärwesen, für Fleischhygiene und Schlachthofwesen, Fleischhygiene und Fleischtechnologie oder für Tierschutz.
Einige Fachgebiete wie die Dermatologie, die Augenheilkunde oder die Kardiologie oder Tierartgruppen wie zum Beispiel die Heimtiere sind keine Gebietsbezeichnung, sondern Zusatzbezeichnungen, die ein Fachtierarzt zusätzlich erwerben kann (z. B. „Hygiene- und Qualitätsmanagement im Lebensmittelbereich“).
Zum 31. Dezember 2022 gab es in Deutschland insgesamt 9.637 Fachtierärzte. Sie verteilen sich auf 50 verschiedene Fachgebiete.
Die erst in jüngerer Zeit in Europa etablierte Form der Weiterbildung und Spezialisierung von Tierärzten in Form des Diplomate of the European College führt in Deutschland nicht zur Berechtigung zum Führen des entsprechenden Fachtierarzttitels.